# Porsche Tennis Grand Prix 1982
Il Porsche Tennis Grand Prix 1982 è stato un torneo femminile di tennis giocato sul sintetico indoor. È stata la 5ª edizione del Porsche Tennis Grand Prix, che fa del WTA Tour 1982. Si è giocato a Stoccarda in Germania, dal 18 al 24 ottobre 1982.

## Campionesse

### Singolare
Martina Navrátilová ha battuto in finale  Tracy Austin con il punteggio di 6–3, 6–3

### Doppio
Martina Navrátilová /  Pam Shriver hanno battuto in finale  Candy Reynolds /  Anne Smith con il punteggio di 6–2, 6–3